# Clara Brugada
Pour les articles homonymes, voir Brugada.
Brugada  Molina est un nom espagnol. Le premier nom de famille, en général paternel, est Brugada ; le second, en général maternel, souvent omis, est Molina.
Clara Marina Brugada Molina, née le 12 août 1963 à Mexico, est une économiste et femme politique mexicaine, membre du Mouvement de régénération nationale. Elle est cheffe du gouvernement de Mexico depuis 2024.

## Biographie
Née à Mexico, Clara Brugada grandit dans la capitale mexicaine avant de partir à l’adolescence, après le décès de son père en 1978, vivre dans le Chiapas, État pauvre et marqué par les inégalités dans le sud du pays.
Clara Brugada est diplômée en économie de l'Université autonome métropolitaine. En 1980, elle intègre l'Union de Colonos de San Miguel Teotongo, un mouvement social qui défend le droit au logement. Elle participe ensuite à la branche régionale de la coordination nationale du Mouvement urbain populaire (CONAMUP), et acquiert de l'expérience dans les luttes urbaines pour les services, la culture et la participation démocratique dans la prise de décisions.
En 1995, elle rejoint le Parti de la révolution démocratique (PRD) et est élue membre du premier conseil citoyen d'Iztapalapa. Dans ce cadre, elle devient présidente de la commission d'utilisation du territoire.
En 1997, Brudaga est élue députée fédérale de la 22e circonscription fédérale (qui correspond à la Sierra de Santa Catarina), elle est nommée présidente de la commission du développement social de la Chambre. Elle présente alors la première initiative de loi générale du développement social, qui est approuvée à l'unanimité. Cette loi établit des systèmes de coordination et d'articulation inter-institutionnelles et inter-gouvernementales pour améliorer l'efficacité des politiques publiques. Un organe technique responsable d'évaluer et de mesurer l'impact des programmes sociaux est également créé. De 2000 à 2003, elle est membre de l'Assemblée législative du District fédéral. En 2003, elle est de nouveau élue députée fédérale et siège jusqu'en 2006.
Elle participe activement au mouvement de protestation contre les fraudes électorales pendant la période post-électorale de 2006.
Elle quitte le PRD en 2012 et rejoint le Mouvement de régénération nationale (MORENA) en 2014. 
Elle est maire d'Iztapalapa, un arrondissement de Mexico où vivent près de 2 millions d’habitants, du 1er octobre 2018 au 16 septembre 2023. Durant son mandat elle s’est attachée à changer l’image de ces quartiers populaires longtemps synonymes d’insécurité et de pauvreté. L’un des symboles de sa gestion a été la création des « utopies » (« unité de transformation et d’organisation pour l’inclusion et l’harmonie sociale »), centres culturels et sportifs qu’elle a fait construire à Iztapalapa. Ces centres, répartis sur l'ensemble de l'arrondissement, proposent des activités gratuites (ateliers de musique, d’informatique, prévention des violences sexuelles, cours de sport, sensibilisation à la protection de l'environnement, bibliothèques, etc) dans des quartiers où l’offre est souvent restée limitée.
Elle est la candidate du MORENA pour l'`élection du chef du gouvernement de la Ville de Mexico qui se tient le 2 juin 2024. Elle est élue avec 51,9 % des voix, et entre en fonction le 5 octobre suivant. Pendant la campagne, elle a souligné son engagement en faveur de la continuité des programmes sociaux mis en place par l’administration précédente de Claudia Sheinbaum (2018-2023), notamment en matière de combat contre les inégalités, ainsi que de renforcement des services publics et de lutte contre insécurité. Elle souhaite aussi reproduire à l’échelle de Mexico le modèle des « Utopies ».